# Good Girls (5 Seconds of Summer)
Good Girls è un singolo del gruppo musicale australiano 5 Seconds of Summer, pubblicato il 14 novembre 2014 come quarto estratto dal primo album in studio 5 Seconds of Summer.

## Video musicale
Il video musicale mostra il gruppo incaricato di riscattare, attraverso l'insegnamento della musica, le ragazze di un riformatorio. Le ragazze vengono riprese mentre seguono stressanti lezioni di canto. Nel momento in cui sentono suonare la canzone Good Girls, queste iniziano a ballare e cantare. Il videoclip si conclude con i membri della band e le ragazze che fanno delle smorfie davanti alla videocamera.

## Tracce
Testi e musiche di Ashton Irwin, Michael Clifford, Rock Parkhouse, George Tizzard, Roy Stride, Josh Wilkinson e John Feldmann.
1. Good Girls – 3:10
2. Just Saying – 2:39
3. Long Way Home (Acoustic) – 3:17
4. Good Girls (Acoustic) – 3:03

## Formazione
Gruppo
- Luke Hemmings – chitarra, voce
- Michael Clifford – chitarra, voce
- Calum Hood – basso, voce
- Ashton Irwin – batteria, voce

Altri musicisti
- Zakk Cervini – programmazione
- Colin Brittain – programmazione
- Tommy English – programmazione
- Kenny Carkeet – programmazione
- Ago Teppand – programmazione

Produzione
- John Feldmann – produzione, registrazione, missaggio
- Zakk Cervini – ingegneria del suono, produzione e missaggio aggiuntivi, montaggio
- Colin Cunningham – ingegneria del suono, produzione e missaggio aggiuntivi, montaggio
- Tommy English – ingegneria del suono, produzione e missaggio aggiuntivi, montaggio
- Chris Qualls – assistenza tecnica
- Tom Coyne – mastering